# Opius paulior
Opius paulior är en stekelart som beskrevs av Fischer 1965. Opius paulior ingår i släktet Opius och familjen bracksteklar. Inga underarter finns listade i Catalogue of Life.